# 特攻兵器

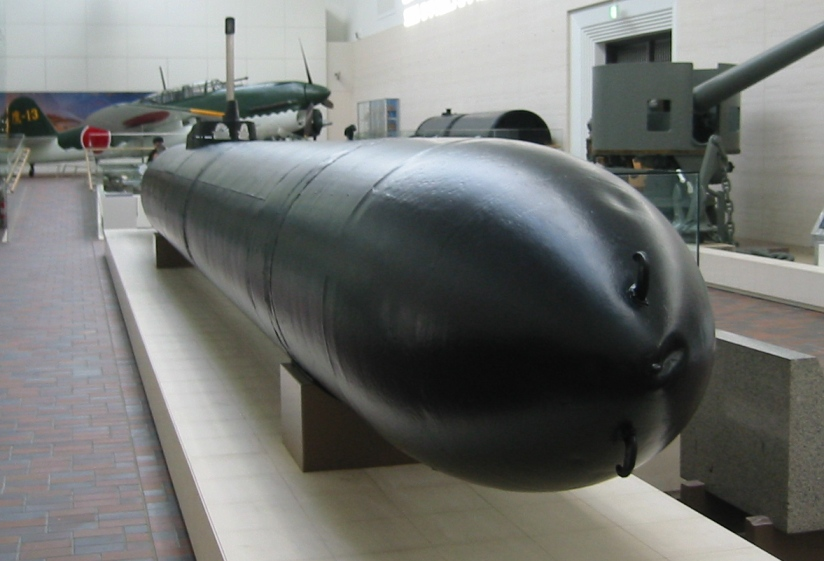
靖国神社の軍事博物館の遊就館の回天一型

特攻兵器（とっこうへいき）とは、戦死を前提とする特攻を目的として発明、もしくは既存の兵器を改装した兵器である。
特攻とは特別攻撃の略称であり、必ずしも戦死を前提とする「必死」兵器のみではなく肉薄し、対象に爆弾などを設置する「決死」兵器も指すため全ての特攻兵器を自爆兵器とするのは間違いであるが、決死兵器の中には刺突爆雷のように事実上の特攻兵器も存在する。
日本の陸海軍では、劣勢となった太平洋戦争末期に戦局を打開するため、体当たり攻撃、自爆攻撃を水中、空中で行う特攻兵器が開発された。日本の他にドイツにおいても特攻兵器は開発されている（ゾンダーコマンド・エルベを参照）。

## 歴史

### アメリカ
南北戦争において、南部連合の技術者であるシンガー（E.C.Singer）により、外装水雷が考案された。これは刺突すると起爆する爆雷を先端に取り付けた竿を半潜水型水雷艇の前方に設置して敵艦艇に突撃するもので、必死ではないが自艇も被害を受ける位置にあり、実質的に特攻兵器であった。1864年2月17日、潜水艇ハンリーが木造スループ船USSフサトニックを沈めたが、ハンリーも敵艦の破孔に吸い込まれ沈没するなど、危険な兵器ではあったが効果も高いため、北軍も突き刺すことなく突くだけで爆破できる外装水雷を利用している。

### 旧日本軍

#### 陸軍
日本陸軍では、1944年春、陸軍中央で航空関係者が特攻の必要に関して意見が一致し、四式重爆撃機と九九式双発軽爆撃機を改修して特攻兵器にすることを決定した。
1944年5月、体当たり爆弾桜弾の開発のため、第三陸軍航空技術研究所に特別研究班を設け、正木博所長が統括した。
1944年6月25日、元帥会議で伏見宮博恭王より「陸海軍とも、なにか特殊な兵器を考え、これを用いて戦争をしなければならない。戦局がこのように困難となった以上、航空機、軍艦、小舟艇とも特殊なものを考案し迅速に使用するを要する」と発言がある。陸軍の参謀本部総長東條英機、海軍の軍令部総長嶋田繁太郎はすでに考案中であると答えた。
サイパン島失陥直後の1944年7月7日、陸軍参謀本部以下関係部門の幹部将校が大本営近くの市ヶ谷で開いた秘密会議で体当たり攻撃の導入論が強まり、特攻兵器の開発が促進された。8月中旬からは四式重爆撃機「飛龍」と九九式双発軽爆撃機の体当たり機への改修に着手する。
1944年9月5日、陸海民の科学技術の一体化を図るため、陸海技術運用委員会が設置され、研究の一つに桜弾も含まれていた。
1944年11月13日、特攻兵器に改修された四式重爆撃機による富嶽隊が陸軍初の特攻を行う。
1945年1月20日、航空特攻兵器「剣」の試作研究が開始する。
1945年（昭和20年）2月、「夕号」の試作研究が開始する。
このほかにも刺突爆雷のような事実上の特攻兵器も存在する。

#### 海軍
日本海軍では、1943年にすでに一部で特攻兵器に関する声が上がっていた。
1943年7月頃、城英一郎大佐が飛行機による肉弾攻撃を行う部隊を専門家の協力を得て研究していた。その中に特殊攻撃機（体当たり航空機）という専用特攻兵器の構想もあり、目標となる艦種ごとに具体的な戦法と効果をまとめていた。この構想は当時大西瀧治郎中将によって見送られた。また、黒島亀人は連合艦隊主席参謀時代にモーターボートによる特攻の構想を軍令部に語っている。黒島は軍令部二部部長に就任すると1943年8月11日に必死必殺戦法とあいまつ不敗戦備確立を主張した。
特攻兵器の開発は1944年2月のマーシャルの陥落、トラック島空襲をきっかけとして、黒木博司大尉らから中央へ要望されていた人間魚雷の試作命令（1944年2月26日）から始まる。脱出装置を予定して開発が始まったが、結局実現はしなかった。
1944年4月4日、黒島亀人軍令部二部長が「作戦上急速実現を要望する兵力」を提出する。体当たり戦闘機、装甲爆破艇（震洋）、大威力魚雷（回天）の特攻兵器を含んだ提案であった。軍令部はそれを検討した後、震洋、回天、海龍の水中特攻兵器の緊急実験を海軍省側に要望した。艦政本部は仮名称を付して担当主務部を定め特殊緊急実験を開始する。
1944年6月25日、元帥会議で伏見宮博恭王より「陸海軍とも、なにか特殊な兵器を考え、これを用いて戦争をしなければならない。戦局がこのように困難となった以上、航空機、軍艦、小舟艇とも特殊なものを考案し迅速に使用するを要する」と発言がある。陸軍の参謀本部総長東條英機、海軍の軍令部総長嶋田繁太郎はすでに考案中であると答えた。会議後、軍令部総長兼海軍省大臣の嶋田繁太郎は、海軍省に奇襲兵器促進班を設け、実行委員長を定めるように指示する。1944年7月1日大森仙太郎が海軍特攻部長に発令される（正式就任は9月13日）。
1944年7月21日、軍令部総長嶋田繁太郎より連合艦隊司令長官豊田副武へ発令された大海指四三一号に特殊奇襲兵器の名前で「回天」の採用が記載される。
1944年8月、大田正一少尉ら1081航空隊の志願・要望があり、航空特攻兵器である桜花の試作研究が決定する。
1944年9月13日、海軍省特攻部が発足。特攻兵器の研究・調査・企画を掌握し実行促進を行う。
1944年10月25日、現地で簡単な改修を施した零式艦上戦闘機を特攻兵器として利用し、日本初の特攻である神風特別攻撃隊が行われた。
1945年7月、東京帝国大学航空研究所の小川太一郎博士らがラムジェットを搭載した量産向きの特攻機の計画を提案して「梅花」の試作研究が開始する。

### ドイツ・イタリア
イタリア海軍は第二次世界大戦中に自爆ボートの一種であるMT艇を開発・運用していた。
ドイツ海軍もイタリア製の自爆ボートをドイツ海軍小型戦闘部隊（K戦隊）で運用していた他、改良型のリンゼ を導入した。

## 運用
日本海軍初の特攻では、1944年10月20日に零戦を特攻兵器に改修したものが利用された。もともと反跳爆撃訓練が行われていたために250キロ爆弾が搭載できたため、改修には爆弾発火装置を作動状態にするための風車翼螺止ピアノ線を体当たり直前に操縦者が機上から外せるようにするだけで十分であった。その後500キロ爆弾が搭載されるようになり、また艦爆その他も特攻に使われるようになるが、これらも特別工作を必要とするものではなく、1945年に至っても爆装さえしていれば特攻使用に問題にするほどの工作は不要だった。
日本陸軍初の特攻で用意された特攻兵器に改修された九九式双発軽爆撃機、四式重爆撃機は、機首に導爆装置をもうけ衝突すると爆弾が爆弾倉の中で爆発する。使用された爆弾は海軍80番通常爆弾を99式に1発、4式に2発装備した。通信、酸素以外取り外し単座操縦に変更し操縦室は風防ガラス以外開口部が閉鎖された。この最初の改修は体当たりしなければ爆弾投下ができなかったが後に手動の鋼索を取りつけてそれを操縦席で引けば電磁気が作動し緊急時に爆弾が投下できるようになった。日本本土上空でのB-29迎撃には、機銃を外し軽量化して性能向上を図った陸軍の二式単戦、三式戦、二式複戦などの無武装機が、体当たり特攻用に改造された。
海戦で用いられた艦艇には数人で運用されるものは多くなかったため、海で使われた特攻兵器は、基本的に新規開発されたか、あるいは本来人間が乗り込まないものに人間を乗り込ませて使用された。一方、航空特攻では、当初は通常の軍用航空機（戦闘機、攻撃機、爆撃機など）に爆弾を装備（爆装）して行われていた。搭載する爆弾は、250キロ爆弾を標準とするが、双発以上の機体には、500キロ爆弾や800キロ爆弾も用いた。戦闘機では、陸軍の一式戦「隼」、海軍の零式艦上戦闘機、爆撃機では陸軍の九九双軽、九九襲、四式重爆撃機「飛龍」、海軍の九九式艦爆、彗星が中心に使用された。
戦局が悪化すると、海上交通途絶による資源不足、空襲による工場・交通機関・住宅の被災が増加していく中で、特攻兵器の開発と生産が最優先されるようになった。しかし体当たりを前提とした設計ではない既存の航空機は、構造が複雑で高価であったため、低性能でも威力や生産性を向上させるために特攻専用機（特殊攻撃機）が開発、準備されるようになった。ところが特攻専用機が開発された後も依然として通常機が使用された他、偵察機、練習機などの本来戦闘向きでない低性能の機体まで特攻に使用された。そもそも航空機の絶対数が不足していたこと、練習機はガソリンでなくアルコール燃料で稼動させられたこと、新型機は本土決戦用に温存されていたことなどが理由として挙げられる。1945年の沖縄戦の時期には、数をそろえるために、陸軍の百式司令部偵察機、九八式直協機、海軍の零式水偵、零式水観、九四式水偵などの偵察機、陸軍の九九高練、二式高練、海軍の機上作業練習機「白菊」など練習機も、特攻用に爆弾装備可能に改修、実戦に投入された。更に海軍省は震洋を「艦船」ではなく「兵器」として戦時編成によることなく部隊へ供給する形で特攻の準備を行っていた。
特攻戦術は思わぬ利点をもたらした。通常の戦闘では、マリアナ沖海戦や台湾沖航空戦の様に、新鋭機であってもアメリカ軍艦隊への攻撃で成果を挙げることは容易ではなかったが、特攻では、九九式艦上爆撃機や九七式艦上攻撃機といった、一線では既に通用しなくなりつつあった旧式機でさえもときに戦果を挙げる事ができた。アメリカ側もそういう事実を踏まえ「こうした戦術（特攻）は、複葉機やヴァル（九九式艦上爆撃機）の様な固定脚の時代遅れの航空機でも作戦に使用できるという付随的な利点があった」と、特攻では、旧式機でも戦力になると前向きに評価したことがある。練習機でさえも戦果を挙げている部隊も多く、白菊は1945年5月28日に駆逐艦ドレクスラー、1945年6月21日に輸送駆逐艦バリー と中型揚陸艦 LSM-59の2隻を撃沈し、他にも命中機が出ている。未帰還56機で撃沈3隻は、特攻全体の撃沈率を上回る事となる（特攻撃沈は諸説あるが約50隻／特攻機総損失数2,550機で約2％、白菊は3隻／56機で約5％）。特に九三式中間練習機による特攻は、1945年7月29日出撃の「第3龍虎隊」が駆逐艦「キャラハン」を撃沈し、30日には「キャシン・ヤング」を大破させ「プリチェット」に損傷を与えたほか、7機の損失（出撃11機）で3隻（命中4機）の駆逐艦を撃沈破する戦果を挙げている。アメリカ軍は練習機による特攻の効果を見てかなりの脅威と認識しており、特攻機対策マニュアル「Anti-Suicide Action Summary」で大きく取り上げて、十分な警戒を呼び掛けていた。
- 木製や布製でありレーダーで探知できる距離が短い
- 近接信管が作動しにくい。通常の機体なら半径30ｍで作動するが、93式中間練習機では9ｍでしか作動しない
- 非常に機動性が高く、巧みに操縦されていた。第3龍虎隊の隊員は台湾の龍虎飛行場で元々零戦搭乗員として訓練を受けていたが、零戦が枯渇した為、93式中間練習機で夜間爆撃訓練を受けていた精鋭であり、非常に操縦技術が高かった[21]。角田和男少尉によれば、第3龍虎隊の内一部の搭乗員は、不時着による機体破損回数の多い搭乗員や、出撃時何らかの理由で途中引き返した回数の多い搭乗員が懲罰的に選ばれたと言う[22]。

しかし、基本的に練習機は低速故にアメリカ軍戦闘機の迎撃を受けるとひとたまりもなく、初の白菊特攻隊となった1945年5月24日に出撃した菊水白菊隊20機（未帰還8機）は、戦果もなく全滅している。

## 一覧

### 専用兵器
- 水中
  - 回天（人間魚雷）
  - 海龍（特殊潜航艇）
  - 蛟龍（特殊潜航艇）
  - 伏龍（人間機雷）

- 水上
  - 震洋（爆装特攻艇）
  - マルレ（四式肉薄攻撃艇）

- 空中
  - 桜花
  - 梅花
  - 剣
  - 神龍
  - 桜弾（体当たり爆弾）
  - タ号

### 改修兵器
航空機
- 戦闘機
  - 零式艦上戦闘機
  - 一式戦「隼」
  - 三式戦「飛燕」
  - 四式戦「疾風」
  - 五式戦
  - 二式複座戦闘機「屠龍」
  - 九七式戦闘機

- 爆撃機・攻撃機
  - 九九式双発軽爆撃機
  - 九九式襲撃機
  - 九九式艦上爆撃機
  - 彗星
  - 四式重爆撃機
  - 銀河
  - 艦上攻撃機「流星」
  - 九七式艦上攻撃機
  - 天山

- 練習機
  - 九九式高等練習機
  - 二式高等練習機
  - 白菊
  - 九三式中間練習機

- その他
  - 百式司令部偵察機
  - 九八式直協機
  - 零式水偵
  - 零式水観
  - 九四式水偵